# Helicia amplifolia
Helicia amplifolia är en tvåhjärtbladig växtart som beskrevs av Herman Otto Sleumer. Helicia amplifolia ingår i släktet Helicia och familjen Proteaceae. Inga underarter finns listade i Catalogue of Life.